# 67-й Венецианский кинофестиваль
67-й Венецианский международный кинофестиваль проходил с 1 по 11 сентября 2010 года. Жюри основного конкурса киносмотра возглавлял американский кинорежиссёр Квентин Тарантино.
Россия в рамках основного конкурса кинофестиваля была представлена фильмом екатеринбургского кинорежиссёра Алексея Федорченко «Овсянки». Кроме того, три российских короткометражных фильма были показаны в программе «Горизонты» — «Бриллианты. Воровство» известного кинодеятеля Рустама Хамдамова, «Вдохновение» художников Галины Мызниковой и Сергея Проворова, а также «Слабый Рот Фронт» видеоартиста Виктора Алимпиева.
Главная награда кинофестиваля «Золотой лев» была присуждена фильму «Где-то» американского кинорежиссёра Софии Копполы (по словам Квентина Тарантино, это решение жюри было принято единогласно).

## Жюри

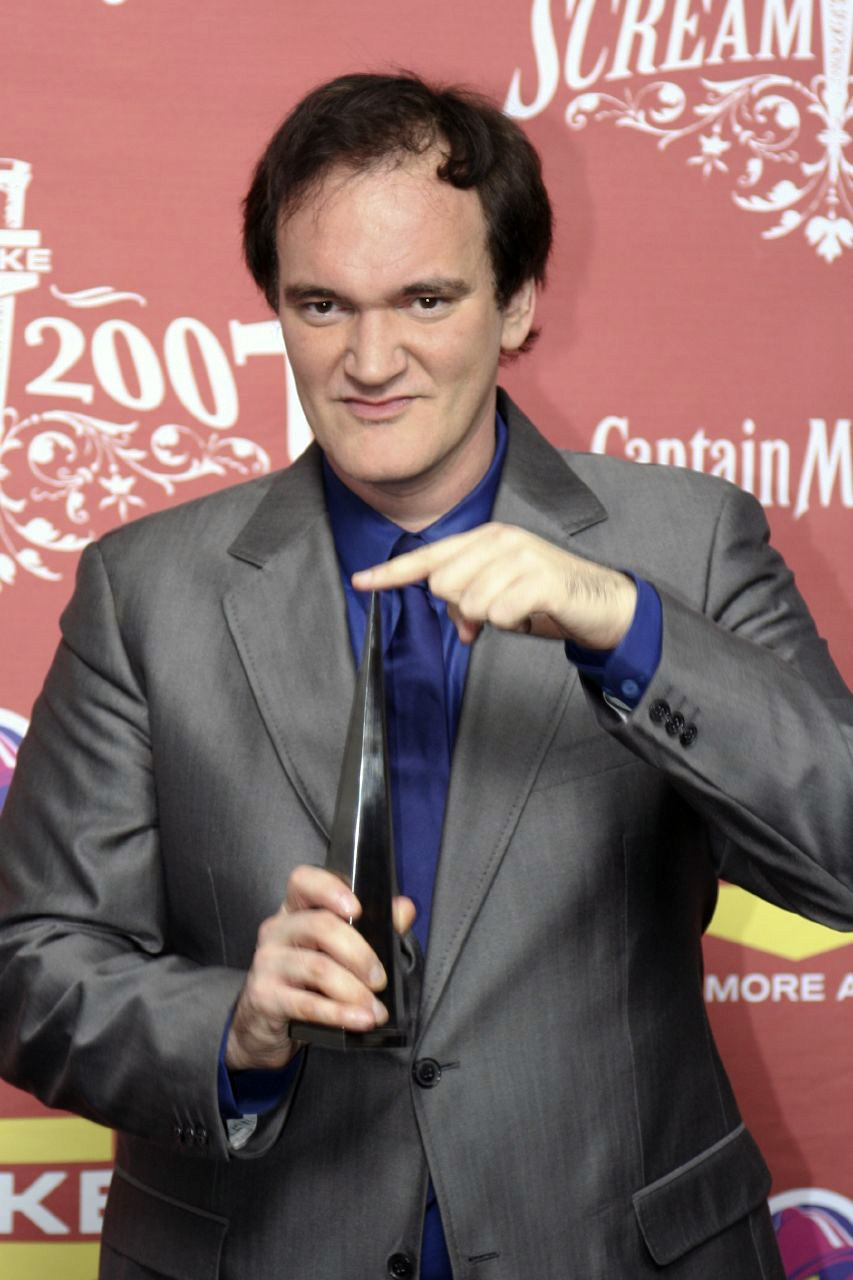
Председатель жюри основного конкурса 67-го Венецианского кинофестиваля Квентин Тарантино (фотография 2007 года)

### Основной конкурс
- Квентин Тарантино, кинорежиссёр, сценарист, актёр ( США) — председатель
- Гильермо Арриага, сценарист, кинорежиссёр ( Мексика)
- Лука Гуаданьино, кинорежиссёр, сценарист ( Италия)
- Ингеборга Дапкунайте, актриса ( Литва)
- Арно Деплешен, кинорежиссёр, сценарист ( Франция)
- Габриэле Сальваторес, кинорежиссёр, сценарист ( Италия)
- Дэнни Эльфман, композитор, музыкант ( США)

### Программа «Горизонты»
- Ширин Нешат, кинорежиссёр, сценарист, видеоартист, фотограф ( США) — председатель
- Раджа Амари, кинорежиссёр, сценарист ( Тунис)
- Лав Диас, кинорежиссёр, сценарист, актёр ( Филиппины)
- Пьетро Марселло, кинорежиссёр, сценарист ( Италия)
- Александр Хорват, кинокритик ( Австрия)

## Конкурсная программа

### Основной конкурс
| Название на русском языке   | Название на языке оригинала    | Режиссёр             | Производство                           |
| Аттенберг                   | Attenberg                      | Афина Рахель Цангари | Греция                                 |
| Версия Барни                | Barney’s Version               | Ричард Льюис         | Канада · Италия                        |
| Вскрытие                    | Post Mortem                    | Пабло Ларраин        | Чили · Германия · Мексика              |
| Где-то                      | Somewhere                      | София Коппола        | США                                    |
| Детектив Ди                 | 狄仁傑之通天帝國               | Харк Цуй             | Китай · Гонконг                        |
| Дорога в никуда             | Road to Nowhere                | Монте Хеллман        | США                                    |
| Мирал                       | Miral                          | Джулиан Шнабель      | Франция · Израиль · Италия · Индия     |
| Мы верили                   | Noi credevamo                  | Марио Мартоне        | Италия · Франция                       |
| Необходимое убийство        | Essential Killing              | Ежи Сколимовский     | Польша · Норвегия · Ирландия · Венгрия |
| Несколько счастливцев       | Happy Few                      | Антони Кордье        | Франция                                |
| Норвежский лес              | ノルウェイの森                 | Чан Ань Хунг         | Япония                                 |
| Обещания, писанные по воде  | Promises Written on Water      | Винсент Галло        | США                                    |
| Обход Мика                  | Meek’s Cutoff                  | Келли Райхардт       | США                                    |
| Овсянки                     |                                | Алексей Федорченко   | Россия                                 |
| Одиночество простых чисел   | La solitudine dei numeri primi | Саверио Костанзо     | Италия · Франция · Германия            |
| Отчаянная домохозяйка       | Potiche                        | Франсуа Озон         | Франция                                |
| Паршивая овца               | La pecora nera                 | Асканио Челестини    | Италия · Франция · Германия            |
| Печальная баллада для трубы | Balada triste de trompeta      | Алекс де ла Иглесиа  | Испания · Франция                      |
| Страсть                     | La passione                    | Карло Маццакурати    | Италия                                 |
| Любовь втроём               | Drei                           | Том Тыквер           | Германия                               |
| Тринадцать убийц            | 十三人の刺客                   | Такаси Миикэ         | Япония · Великобритания                |
| Чёрная Венера               | Vénus noire                    | Абделлатиф Кешиш     | Франция · Италия · Бельгия             |
| Чёрный лебедь               | Black Swan                     | Даррен Аронофски     | США                                    |

## Официальные награды
- «Золотой лев»
«Где-то», реж. София Коппола
- «Серебряный лев» за лучшую режиссуру
Алекс де ла Иглесиа, реж. фильма «Печальная баллада для трубы»
- Особый приз жюри
«Необходимое убийство», реж. Ежи Сколимовский
- Кубок Вольпи за лучшую мужскую роль
Винсент Галло за роль в фильме «Необходимое убийство»
- Кубок Вольпи за лучшую женскую роль
Ариана Лабед за роль в фильме «Аттенберг»
- Премия Марчелло Мастроянни лучшему молодому актёру или актрисе
Мила Кунис за роль в фильме «Чёрный лебедь»
- Премия «Озелла» за лучшую операторскую работу
Михаил Кричман, оператор фильма «Овсянки»
- Премия «Озелла» за лучший сценарий
Алекс де ла Иглесиа, сценарист фильма «Печальная баллада для трубы»
- Приз ФИПРЕССИ
«Овсянки», реж. Алексей Федорченко